# جون موير (لاعب كرة قدم)
جون موير (بالإنجليزية: John Muir)‏ هو مدرب كرة قدم ولاعب كرة قدم بريطاني في مركز الهجوم، ولد في 1947 في اسكتلندا في المملكة المتحدة، وتوفي في فبراير 2018 في إنجلترا في المملكة المتحدة. لعب مع سانت جونستون ونادي ألوا أثليتيك.